# 채유정
채유정(蔡侑玎, 1995년 5월 9일~)은 대한민국의 배드민턴 선수이다. 1980년대에 활동한 배드민턴 선수인 김복선의 딸로 2017년 수디르만컵 우승에 기여하였다. 2018년부터 서승재와 혼합 복식조를 이루며 활동하고 있다.